# Ian Gillan
Ian Gillan (Hounslow, London, 19. kolovoza 1945.), britanski je glazbenik, pjevač i skladatelj, najpoznatiji kao pjevač i tekstopisac sastava Deep Purple. Tijekom svoje duge glazbene karijere, Gillan je između ostalog bio pjevač sastava Black Sabbath i glumio je Isusa Krista originalne snimke Andrewa Lloyda Webbera u rock operi 'Isus Krist Superstar'. Gillan se smatra jednim od najistaknutijih rock vokalista, koji je uveo u rock glazbu visoki intenzitet vokalne tehnike. Njegov rad u sastavu Deep Purple, posebno je prepoznatljiv po njegovim povremenim visokim i falseto izvedbama.

## Životopis

### Rano doba
Ian Gillan se rodio u Hounslowu, London, Engleska u obitelji škotskog podrijetla (otac mu je iz mjesta Govan, područje Glasgowa). On je pjevao u raznim plejadama i pojavljivao se pod različitim imenima tijekom ranih godina, kao na primjer; Garth Rockett, Jess Thunder, Jess Gillan i još pod mnogim drugim. 

### Deep Purple
Gillan je bio član britanskog rock sastava ' Episode Six'. Nakon što su ga na jednoj izvedbi sa sastavom vidjeli članovi Deep Purplea, Jon Lord i Ritchie Blackmore, kasnije su ga pozvali da dođe u Purple kako bi zamijenio Roda Evansa, koji je otišao iz sastava.
Gillan je bio član Deep Purplea od 1969. – 1973. i sudjelovao je na klasičnim Purpleovim albumima In Rock, Fireball, Machine Head i Who Do We Think We Are. Tijekom godina mnogo puta je izvodio glas Isusa Krista, koji je originalno snimljen na albumu iz 1970. godine, Jesus Christ Superstar. Također je dobio ponudu za veću ulogu u istoimenom filmu. Gillan je zahtijevao za svoju ulogu u filmu da osim njega budu plaćeni i ostali članovi sastava, jer se snimanje poklapalo s njihovom turnejom. Producent je to odbio, a Gillan je nastavio raditi sa sastavom.

### Odlazak
Gillan ostaje u sastavu do 1973. godine, kada zbog razmirica odlazi i posvećuje se svojoj solo glazbenoj karijeri. Ian Gillan je svojim snažnim i visokim glasom pridobio veliki broj slušatelja i obožavatelja rock glazbe. Nakon odlaska iz Deep Purpla, 1976. godine, snima svoj nastupni album Child In Time. 1984. godine ponovo se vraća u Deep Purple.

### Povratak
Gillan se u Purple vratio početkom 1984. godine i s njima snimio povratnički album Perfect Strangers. Tri godine kasnije 1987., snimaju album The House of Blue Light i nakon toga se nanovo razilaze. Međutim opet se okupljaju 1992. i snimaju svoj novi materijal pod nazivom The Battle Rages On, koji izlazi u srpnju 1993. godine. Tijekom turneje koja je trajala tijekom 1993. godine, Ritchie Blackmore radi razmirica odlazi iz sastava. Ostatak članova u sastav poziva gitaristu Stevea Morsea, koji i nakon turneje ostaje zajedno s Gillanom u Purpleu do danas.

## Diskografija

### Zajedno s Deep Purplom

#### Studijski albumi
- In Rock  #1 (1970)
- Fireball #1 (1971)
- Machine Head #1 (1972)
- Who Do We Think We Are #4 (1973)
- Perfect Strangers #5 (1984)
- The House of Blue Light #12 (1987)
- The Battle Rages On #29 (1993)
- Purpendicular #56 (1996)
- Abandon #75 (1998)
- Bananas #81 (2003)
- Rapture of the Deep #88 (2005)

#### Uživo albumi
- Concerto for Group and Orchestra (1969)
- Made in Japan (1972)
- Deep Purple in Concert - BBC Radio sessions 1970/1972 (1980)
- Scandinavian Nights - Live in Stockholm 1970 (1988)
- Nobody's Perfect (1988)
- In the Absence of Pink - Knebworth '85 (1991)
- Gemini Suite Live '70 (1993)
- Come Hell or High Water (1994)
- Live at the Olympia '96 (1997)
- Total Abandon: Live in Australia (1999)
- Live at the Royal Albert Hall - Concerto's 30th Anniversary (2000)
- Live at the Rotterdam Ahoy (2001)
- Live in Europe 1993 (2006)
- They All Came Down To Montreux (2007)

### Ian Gillan Band
- Child in Time (1976)
- Clear Air Turbulence (1977)
- Scarabus (1977)
- Live at the Budokan (1978)

### Gillan
- Gillan (aka The Japanese Album) (1978)
- Mr. Universe #11 (UK) (1979)
- Glory Road #3 (UK) (1980)
- Future Shock #2 (UK) (1980)
- Double Trouble (live) #12 (UK) (1981)
- Magic #17 (UK) (1982)

### Zajedno s Black Sabbathom
- Born Again (1983)

### Gillan & Glover
- Accidentally on Purpose (1988)

### Garth Rockett & the Moonshiners
- Garth Rockett & The Moonshiners Live at the Ritz (1990)

### Solo
- Naked Thunder (1990)
- Toolbox (1991)
- Cherkazoo and Other Stories ('73/'75 solo sessions) (1992)
- Dreamcatcher (1997)
- Gillan's Inn (2006)
- Gillan's Inn-Deluxe Tour Edition (2007)
- Live in Anaheim, live at the House Of Blues Club, California, 2006 (2008)
- One Eye To Morrocco (2009)
- Mercury High - The Story Of Ian Gillan

### Zajedno s The Javelinsom
- Sole Agency and Representation (1994)

### Ostalo
- Jesus Christ Superstar (1970)
- Dean Howard - Volume One - Guest Lead Vocals On Smokescreen (2004)

## Vanjske poveznice
- Službene stranice
- Službene stranice Gillanovih ostalih projekata  Arhivirana inačica izvorne stranice od 16. prosinca 2018. (Wayback Machine)